# 공각기동대: 고스트 인 더 쉘
《공각기동대: 고스트 인 더 쉘》(영어: Ghost in the Shell)은 2017년 3월 개봉한 미국의 SF 영화이다. 시로 마사무네의 동명의 일본 만화를 원작으로, 조너선 허먼과 제이미 모스가 각색하고 루퍼트 샌더스가 연출했다. 스칼렛 요한슨이 주인공인 소령 역을 연기하며 기타노 다케시, 필로우 아스베크, 쥘리에트 비노슈, 마이클 피트 등도 출연했다.

## 줄거리
대터러 분야의 지휘관이자 사이보그인 소령과 공안9과는 사이버 범죄와 해커를 저지하기 위해 분투한다. 이제 그들은 핸커 로보틱스의 인공 지능 기술을 방해하기 위해 무엇이든 할 새로운 적에 직면해야 한다.

## 출연
- 스칼렛 요한슨 - 소령
- 필로우 아스베크 - 바토
- 기타노 다케시 - 아라마키 다이스케 소장
- 쥘리에트 비노슈 - 우엘레트 박사
- 마이클 피트 - 쿠제
- 친 한 - 토구사
- 크리스 오비 - 키요시 대사
- 재클린 리 거츠 - 로봇 게이샤
- 라사루스 라투에레 - 이시카와
- 이즈미하라 유타카 - 사이토
- 투완다 마니모 - 보마
- 피트 테오 - 토니
- 가자마 유타 - 데이터 호스트
- 후쿠시마 리라
- 아도와 아보아 - 리아
- 피터 페티난도 - 커터
- 조셉 나우파후 - 존스
- 모모이 가오리
- 자비에 호랜 - 섹션 6 유닛
- 필리프 졸리 - 섹션 6 유닛
- 조던 리버스 - 승려
- 앤드류 응 - 승려
- 줄리안 게르트너 - 저격수
- 피트 테오 - 토니
- 마이클 윙컷

## 제작
2008년 미국에서 ⟪이노센스⟫의 극장 배급자였던 드림웍스와 스티븐 스필버그는 원작 만화의 실사 영화를 제작하기 위하여 권리를 취득하였다. 아비 아라드와 스티븐 폴이 프로듀서로 승인되었고, 제이미 모스가 각본을 담당하게 되었다. 2009년 10월 라에타 칼로그리디스(Laeta Kalogridis)가 각본가로서 모스를 대신하게 되었다. 2014년 1월 24일 루퍼트 샌더스가 감독을, 윌리엄 휠러가 각본을 담당한다고 발표되었다. 휠러는 일년 반 동안 각본을 작업하였으며, 이후에 "그곳은 거대한 기업이었습니다. 저는 두 번째이거나 세 번째였을 겁니다. 제가 알기로는 적어도 여섯 또는 일곱 명의 각본가가 있었습니다."라고 말하였다.
2014년 9월 3일 마고 로비를 주연으로 캐스팅하기 위하여 협상을 하였으나, 로비가 ⟪수어사이드 스쿼드⟫에 캐스팅된 이후 협상이 결렬되자, 10월 16일에 드림웍스는 스칼릿 조핸슨을 주연으로 낙점하였다.  스칼릿 조핸슨은 ⟪아일랜드⟫ 이후 두 번째로 사이버펑크 영화에 출연하는 것이다. 2015년 5월, 파라마운트 픽처스가 영화를 공동으로 제작, 투자하는 것에 합의하였다. 2015년 11월 10일에는 필로우 아스베크가 바토 역으로 캐스팅되었다. 2016년 3월 3일에는 일본의 배우인 기타노 다케시가 아라마키 공안 9과 과장 역으로 캐스팅되었다고 보도되었다.

## 캐스팅에 대한 비판
스칼릿 조핸슨을 주연으로 캐스팅한 것은 화이트워싱에 대한 비판을 낳았다. 제작자들은 조핸슨의 외모를 아시아인처럼 보이게 하기 위하여 컴퓨터 그래픽과 다른 시각 효과의 이용을 의뢰하였다고 주장되었다. 이러한 주장은 유명 유튜브 영화 제작자인 프레디 왕(Freddie Wong)의 아이러니한 동영상을 비롯한 더 큰 반발의 불러일으켰다. 파라마운트는 그러한 시도는 짧은 기간 동안 이뤄졌으며, 조핸슨은 포함되지 않았다고 발표하였다. 일부 팬들은 이러한 논란이 더 큰 문제의 징후이며 현대의 할리우드는 백인이 아닌 배우를 캐스팅하는 것하여 적은 수익을 얻는 것을 두려워한다고 비판하였다. ⟪로스앤젤레스 타임스⟫의 마크 버나딘(Marc Bernardin)은 "할리우드가 신경쓰는 유일한 인종은 박스오피스에 영향을 미치는 인종"이라고 평가하였다.